# Geraldine Galván
Geraldine Alejandra Galván Correa (Ciudad de México, 30 de agosto de 1993) es una actriz y cantante mexicana.

## Biografía
Inició su carrera a la edad de 4 años en diversos programas y haciendo comerciales. Tiene dos hermanos y proviene de una familia de artistas, reside en el estado de México en Cuautitlán Izcalli.
Proveniente de la Dinastía Correa, su abuelo, Alejandro Correa miembro del trio Los Tres Caballeros. Su tío abuelo, el maestro Chamin Correa. 
Tiene un hermano menor llamado Alejandro Correa, que también es actor.

## Filmografía

### Programas
Estuvo de invitada en el programa de LIPSYNC México interpretando a Juan Gabriel coincidentemente la misma semana en que ocurrió el deceso del cantautor.

### Telenovelas
- Vuelve a mí (2023) - Consuelo García[1]
- Vencer el miedo (2020) - Jaqueline Móntes[2]
- Hijas de la luna (2018) - Juana Inés Bautista / Juana Inés Oropeza Bautista[3]
- Reina de corazones (2014) - Greta de Rosas Santillana / Greta de Rosas Pérez
- Mentir para vivir (2013) - Fabiola Camargo Aresti
- Por ella soy Eva (2012) - Jennifer Contreras
- Rafaela (2011) - Lupita
- Cuando me enamoro (2011) - Alisson Contreras
- Pablo y Andrea (2005) - Hilda
- Amy, la niña de la mochila azul (2004) - Mary Loly Álvarez-Vega
- Cómplices al rescate (2002) -  Doris
- María Belén (2001) - Geraldine
- El noveno mandamiento (2001) - Fabiola (niña)
- Carita de ángel (2000-2001)

### Series
- El rey Vicente Fernández (2022) - Elsa[4]
- Esta historia me suena (2022) - Violeta[5]
- Se rentan cuartos (2021) -
- Dani Who? (2019) - Victoria
- Su nombre era Dolores (2017) - Chiquis Rivera
- La rosa de Guadalupe (2016)
- Hasta que te conocí (2016) -  Virginia Aguilera Valadez
- Ruta 1 (2014) - Julia
- La rosa de Guadalupe (2013)- Varios capítulos
- Como dice el dicho (2013)-Varios capítulos
- Mujeres asesinas 3 - Episodio: Elvira y Mercedes, justicieras - Lupita
- La rosa de Guadalupe (2008-2010)
- venganza es dulce  - Verónica
- Emo Mounstrillo - Aranza
- El amor es el mejor - Susan
- Terminales (2008) - Brenda Márquez
- La familia P. Luche (2007) - Hija Abdul
- Mujer, virgen  (2003-2004) - 2 episodios

### Cine y discos
- Hasta la madre del Día de las Madres (2023) - Hosstes Fancy[6]
- Abel (2010) - Selene
- The Spy Next Door (2010) - Faren (Versil)
- Amy, la niña de la mochila azul vol. 1 (2004)
- Cómplices al rescate: El gran final (2003)
- Cómplices al rescate: Silvana (2003)
- Cómplices al rescate: Mariana (2003)